# Radosław Kuliniak
Radosław Kuliniak – polski filozof, dr hab. nauk humanistycznych, profesor Instytutu Filozofii Wydziału Nauk Społecznych Uniwersytetu Wrocławskiego.

## Życiorys
15 grudnia 1995 obronił pracę doktorską Wyobraźnia i wyobrażenie w "Nauce logiki" Georga Wilhelma Friedricha Hegla, 29 września 2003 habilitował się na podstawie dorobku naukowego i pracy zatytułowanej Spór o oczywistość nauk metafizycznych. Konkurs Królewskiej Akademii Berlińskiej z 1763 roku. 12 czerwca 2012 nadano mu tytuł profesora w zakresie nauk humanistycznych.
Został zatrudniony na stanowisku profesora w Instytucie Filozofii na Wydziale Nauk Społecznych Uniwersytetu Wrocławskiego.

## Publikacje
- 2005: Christiana Wolffa (1697-1754) osiemnastowieczna próba aksjomatyzacji filozofii[1]
- 2005: Problem "Criterium veritatis" w filozofii Johanna Heinricha Lamberta (1728-1777)[1]
- 2008: Problem wyobraźni w filozofii Kanta i Hegla[1]
- 2010: Polska bibliografia Kantowska[1]